# Tengen
Tengen Inc. fue un editor y desarrollador de videojuegos estadounidense que fue creado por el fabricante de juegos de arcade Atari Games para publicar juegos de computadora y consola. Tenía una subsidiaria japonesa llamada Tengen Ltd. (株式会社テンゲン Kabushiki-gaisha Tengen?).

## Historia
En 1984, Atari, Inc. se había dividido en dos empresas distintas. Atari Corporation era responsable de los juegos y el hardware para computadoras y consolas y poseía los derechos de la marca Atari para estos dominios. Atari Games se formó a partir de la división de juegos de Atari, Inc. y pudo usar el nombre de Atari en los lanzamientos de juegos de arcade, pero no en los juegos de consola o computadora. Cuando Atari Games quiso ingresar al mercado de juegos de consola, necesitaba crear una nueva etiqueta que no usara el nombre de Atari. La nueva filial se denominó 
Tengen, que en la nomenclatura japonesa del juego de mesa Go se refiere al punto central del tablero (la palabra "Atari" proviene del mismo juego).
En ese momento, Nintendo restringió a sus licenciatarios a lanzar solo cinco juegos por año, ordenó que Nintendo se encargara de la fabricación de cartuchos y exigió que sus juegos fueran exclusivos de NES durante dos años. Atari Games intentó negociar una licencia menos restrictiva para producir juegos para Nintendo Entertainment System; Nintendo se negó, por lo que en diciembre de 1987, Atari Games aceptó los términos de licencia estándar de Nintendo. Tengen se incorporó el 21 de diciembre de ese año. En 1988, Tengen lanzó sus primeros y únicos tres juegos con licencia de Nintendo: R.B.I. Baseball, Pac-Man y Gauntlet.
Mientras tanto, Tengen trabajó en secreto para eludir el chip de bloqueo de Nintendo llamado 10NES que le daba control sobre qué juegos se publicaban para NES. Comenzaron a desarrollar un chip al que llamaron Rabbit. Si bien numerosos fabricantes lograron anular este chip al aplicarle un pico de voltaje, los ingenieros de Tengen temían que esto pudiera dañar las consolas NES y exponerlas a responsabilidades innecesarias. El otro problema era que Nintendo hacía frecuentes modificaciones a la NES para evitar que esta técnica funcionara. En cambio, Tengen optó por aplicar ingeniería inversa al chip y descifrar el código necesario para desbloquearlo. Sin embargo, los ingenieros no pudieron hacerlo y la fecha de lanzamiento de su primer lote de juegos se acercaba rápidamente.
Con poco tiempo, Tengen recurrió a la Oficina de Derechos de Autor de los Estados Unidos. Sus abogados se comunicaron con la oficina del gobierno para solicitar una copia del programa de bloqueo de Nintendo, alegando que la empresa lo necesitaba para un posible litigio contra Nintendo. Una vez obtenido, usó el programa para crear su propio chip que desbloquearía la NES. Tengen anunció que lanzaría sus propios cartuchos en diciembre de 1988. Cuando Tengen lanzó las versiones sin licencia de sus juegos, Nintendo inmediatamente demandó a Tengen por infracción de derechos de autor y patentes. Esto inició una serie de juicios entre las empresas que no se resolverían hasta 1994.
Tengen enfrentó otro desafío judicial con Nintendo en 1989 en una controversia de derechos de autor sobre las versiones NES de Tetris de las dos compañías. Tengen también perdió este juicio y se vio obligado a retirar lo que se estimó en cientos y miles de cartuchos sin vender de su versión de Tetris (habiendo vendido solo alrededor de 50,000 copias).
Tengen continuó produciendo juegos para otros sistemas, incluidos Sega Genesis, Master System, Game Gear y TurboGrafx-16, y algunos más, además de publicar un título de Sega CD localizado. La compañía también autorizó juegos para computadoras domésticas como Amiga y Atari ST, la mayoría de los cuales fueron publicados por la compañía británica Domark. Era conocido por sus adaptaciones de los populares juegos de arcade de Atari, incluidos Klax, Hard Drivin', STUN Runner y Paperboy, aunque también publicaron muchos otros títulos. En 1994, con la demanda contra Nintendo resuelta y después de que Time Warner (ahora Warner Bros. Discovery) volviera a adquirir una participación mayoritaria en Atari Games, Tengen se consolidó en Time Warner Interactive.

## Videojuegos de NES
Tengen fabricó versiones con y sin licencia de tres de sus juegos de NES (R.B.I. Baseball, Gauntlet y Pac-Man). Los cartuchos para sus juegos sin licencia no tenían la forma gris semicuadrada que tenían los juegos de NES con licencia; en cambio, son redondeados y de color negro mate, y se parecen a los cartuchos originales de Atari.
Con licencia y sin licencia
- R.B.I. Baseball (lanzado en junio de 1988;[13] versión rediseñada de Pro Yakyū Family Stadium de Namco)
- Gauntlet (lanzado en julio de 1988[14])
- Pac-Man (lanzado en octubre de 1988;[15] basado en el puerto Famicom de 1984 de Namco)

Solo sin licencia
- Tetris: The Soviet Mind Game (lanzado en mayo de 1989[16])
- Super Sprint (lanzado en julio de 1989;[17] versión con licencia lanzada en Japón por Altron)
- Rolling Thunder (lanzado en octubre de 1989;[18] lanzado como un juego con licencia de Namco en Japón)
- Road Runner (lanzado en noviembre de 1989[19])
- Vindicators (lanzado en noviembre de 1989[19])
- After Burner (lanzado en diciembre de 1989;[20] no relacionado con la versión lanzada por Sunsoft en Japón que se tituló After Burner II)
- Alien Syndrome (lanzado en diciembre de 1989;[20] lanzado como juego con licencia por Sunsoft en Japón)
- Shinobi (lanzado en diciembre de 1989[20])
- Toobin' (lanzado en diciembre de 1989[20])
- Fantasy Zone (no relacionado con la versión lanzada por Sunsoft en Japón)
- Indiana Jones and the Temple of Doom (lanzado en 1989;[21] Mindscape publicó una versión con licencia)
- Klax (lanzado como juego con licencia por Hudson Soft en Japón)
- Ms. Pac-Man (un puerto original, lanzado en 1990, no relacionado con el puerto de Namco, que se lanzó exclusivamente en Norteamérica en 1993)
- Pac-Mania (desarrollado por Westwood Associates)
- R.B.I. Baseball 2
- R.B.I. Baseball 3
- Skull & Crossbones